# Alfred Einstein
Alfred Einstein (ur. 30 grudnia 1880 w Monachium, zm. 13 lutego 1952 w El Cerrito, Kalifornia) – niemiecki muzykolog, od 1944 r. obywatel USA.

## Życiorys
W latach 1918–1933 był krytykiem muzycznym i redaktorem „Zeitschrift für Musikwissenschaft”, „Münchner Post” i „Berliner Tageblatt”. W latach 30. wyemigrował, początkowo do Londynu, potem do Florencji, a w końcu w 1939 roku do USA. W 1939 r. został profesorem Smith College w Northampton (Massachusetts), wykładał także w Smith College, Uniwersytecie Columbia, Princeton (tytuł doktora honoris causa) i Michigan oraz w Hartt School of Music w Hartford (Connecticut).
Jako muzykolog zajmował się muzyką dawną, zwłaszcza włoską muzyką wokalną XVII i XVIII w. i twórczością Mozarta. Kierował pracami redakcyjnymi m.in. nad wydaniami IX, X i XI Musik-Lexikon H. Riemanna (2 tomy, Berlin 1919–1929), wydaniem III Chronologisch-thematisches Verzeichnis sämtlicher Tonwerke W. A. Mozarts L. Köchla (Lipsk 1937).
Sławę przyniosły mu książki „Muzyka w epoce romantyzmu” czy „Mozart”. Pisał również artykuły o muzyce do gazet i czasopism, które zjednały mu szerokie grono czytelników również spoza branży muzycznej.
Istnieją sprzeczne informacje dotyczące pokrewieństwa ze słynnym fizykiem Albertem Einsteinem; niewykluczone jest, że byli dalekimi kuzynami.

## Ważniejsze prace
- Short History of Music (1917),
- Größe in der Musik (Greatness in Music) (1941)
- Heinrich Schütz (Kassel 1928),
- Gluck (Londyn 1936),
- Mozart (Nowy Jork 1945), Mozart – człowiek i dzieło wydanie polskie Kraków 1975, 2. wydanie 1983),
- Music in the Romantic Era (Nowy Jork 1947), Muzyka w epoce romantyzmu – wydania polskie Warszawa 1965, Kraków 1983),
- The Italian Madrigal (3 tomy, Princeton 1949)
- Schubert. A Musical Portrait – N. Jork 1951,
- Von Schutz bis Hindemith – Zurych 1957.